# Mario Bergeron
Pour les articles homonymes, voir Bergeron.
Mario Bergeron (né à Trois-Rivières, secteur Cap-de-la-Madeleine, le 15 octobre 1955) est un romancier québécois et un historien. 

## Biographie
Détenteur d'un doctorat en histoire, Mario Bergeron s'est spécialisé en romans historiques. Il est le créateur d'une immense fresque qui raconte l'histoire sociale du Québec par la voie de celle de la ville de Trois-Rivières et par celle d'une seule famille, les Tremblay. Douze livres forment cette série, qui s'étend de l'année 1635 à 1999.
Il a exercé quelques emplois avant de retourner aux études en 1993 à l'université du Québec à Trois-Rivières. Il y a obtenu un diplôme en enseignement secondaire en 1996, puis une maîtrise en histoire et un doctorat en histoire.
Ses expériences en communication remontent notamment à des emplois dans trois stations radiophoniques de Trois-Rivières, et des collaborations à divers journaux et revues de Trois-Rivières, en 1997, où il a publié une vingtaine de chroniques à saveur historique. 
Mario Bergeron écrit depuis 1992. Ses six romans publiés de 1998 à 2003 forment une saga mettant en scène une même famille à Trois-Rivières. Suivent trois autres romans. Dans un de ses blogues, Mario Bergeron écrit avoir « créé trente-deux romans. »

## Œuvres

### Romans
- 1996 - Tremblay & fils, Centre régional des ressources documentaire  (CERRDOC), Shawinigan-Sud, 175 pages.  (ISBN 2-921403-42-0)
- 1998 - Le Petit Train du bonheur, Éditions JCL, Chicoutimi, 369 pages.  (ISBN 2894311788). Réimpression : Édition du Club Québec loisirs, Ville Saint-Laurent, 1998, 369 pages  (ISBN 2-89430-337-8)
- 1999 - Perles et chapelet, Éditions JCL, Chicoutimi, 543 pages.  (ISBN 2894311842). Réimpression : Édition du Club Québec loisirs, Ville Saint-Laurent, 2000, 543 pages  (ISBN 2-89430-423-4)
- 2000 - L'héritage de Jeanne, Éditions JCL, Chicoutimi, 434 pages.  (ISBN 2894312113)
- 2001 - Contes d'asphalte, Éditions JCL, Chicoutimi, 522 pages.  (ISBN 2894312377). Réimpression : Édition du Club Québec loisirs, Ville Saint-Laurent, 2001, 519 pages  (ISBN 2-89430-506-0)
- 2002 - Les fleurs de Lyse, Éditions JCL, Chicoutimi, 511 pages.  (ISBN 2894312555). Réimpression : Édition du Club Québec loisirs, Ville Saint-Laurent, 2003, 511 pages  (ISBN 2-89430-554-0)
- 2003 - Des trésors pour Marie-Lou, Éditions JCL, Chicoutimi, 390 pages.  (ISBN 2894312849)
- 2009 - Ce sera formidable!, VLB Éditeur, Montréal -  (ISBN 9782896490967)
- 2013 - Les bonnes sœurs (L'amour entre parenthèses), Éditeurs réunis, Marieville, 300 pages.  (ISBN 9782895854050)[4].
- 2015 - Gros-Nez le quêteux, Marcel Broquet la nouvelle édition, Saint-Sauveur. 436 pages  (ISBN 978-2-89726-198-6)
- 2015 - Le pain de Guillaume, Marcel Broquet la nouvelle édition, Salaberry-de-Valleyfield, 393 pages  (ISBN 978-2-89726-227-3)

### Ouvrages collectifs
- 2000 - « Lettre à Jeanne », dans le collectif Premiers mots de l'an 2000, sous la direction de Réjean Bonenfant et Éric Laprade, Éditions des Glanures, Shawinigan 2000, 143 pages.
- 2000 - « Jeanne, la princesse des pommes », dans le collectif Nouvelles d'écrivains québécois, sous la direction de Lyane D. Blackman, Éditions Québec Loisirs, Ville Saint-Laurent, 2000, 235 pages.

### Autres publications
- 2005 - « Lord Durham serait fier de moi », Nuit Blanche, le magazine du livre, nunéro 99, été 2005, pages 34-36[5]
- 2009 - « Histoire des salles de cinéma de Trois‑Rivières », dans Nouvelles pages trifluviennes, sous la direction de Jean Roy et Lucia Ferretti, Septentrion, Québec, 2009, pages 293-316
- 2009 - « L’Exposition agricole de Trois‑Rivières », dans Nouvelles pages trifluviennes, sous la direction de Jean Roy et Lucia Ferretti, Septentrion, Québec, 2009, pages 317-342

## Récompenses et distinctions
- 1996 : Prix littéraire du Centre régional de ressources documentaires (CERRDOC) de Shawinigan-Sud (aujourd'hui Shawinigan), pour son roman Tremblay et fils.